# Nyabisare
Nyabisare är ett periodiskt vattendrag i Burundi.   Det ligger i provinsen Bururi, i den västra delen av landet, 40 km söder om huvudstaden Bujumbura.
Omgivningarna runt Nyabisare är en mosaik av jordbruksmark och naturlig växtlighet. Runt Nyabisare är det ganska tätbefolkat, med 239 invånare per kvadratkilometer.